# Chlorochorion
Chlorochorion es un género con dos especies de plantas con flores perteneciente a la familia Rubiaceae.
Según Kew, es un sinónimo de Pentanisia.

## Especies
- Chlorochorion foetidum
- Chlorochorion monticola